# 福昌寺 (松戸市)
福昌寺（ふくしょうじ）は、千葉県松戸市にある曹洞宗の寺院。1577年（天正5年）に開山した。中金杉の広徳寺の末寺として建てられた。

## 幸谷観音
本堂の向かい側には観音堂があり、「幸谷観音」として知られる十一面黒観音像が安置されている。12年に一度、午年のみに開帳される秘仏である。開帳の祭りは、現在4月18日前後の土日のいずれか1日だけであるが、かつては1週間開かれ、大いに賑わっていた。埼玉県方面からも多くの参詣者が訪れたという。
観音堂は福昌寺開山以前から存在していた別の寺だったとの説もある。

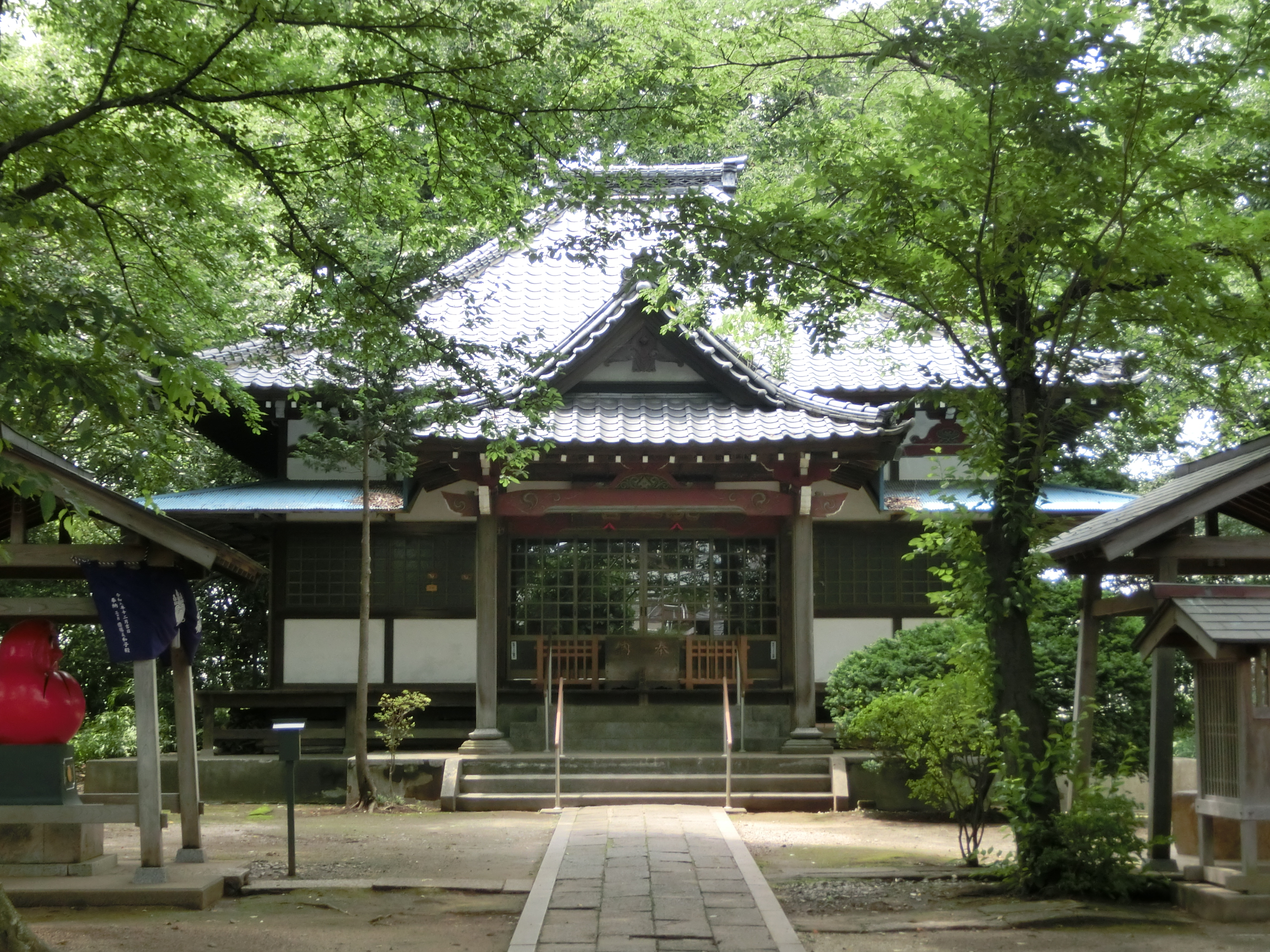
観音堂

## 交通アクセス
- 松戸新京成バス関さんの森バス停留所で下車、徒歩3分（経路案内）。
- JR常磐線新松戸駅から徒歩約9分（経路案内）。